# Topi nepalès

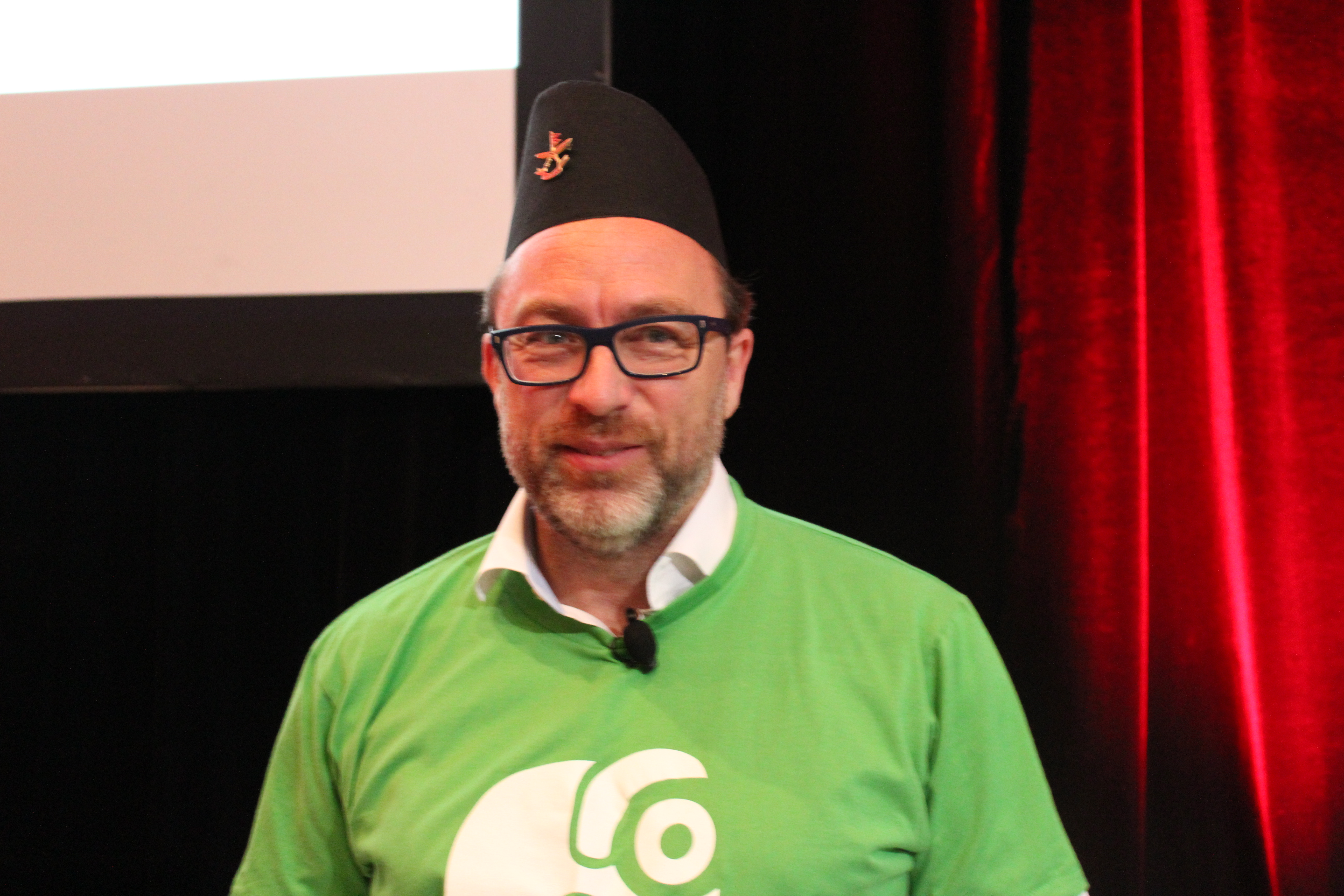
El cofundador de la Wikipedia, Jimmy Wales, vestint un topi d'estil Bhaad-gaaule durant la cerimònia de clausura de Wikimania 2015, a Ciutat de Mèxic.

El topi nepalès (nepalès: नेपाली टोपी) o topi de Daca (nepalès: ढाका टोपी) és un tipus de lligadura popular del Nepal, part de la indumentària tradicional d'aquest país.
Aquesta lligadura consisteix en una mena de casquet fabricat amb una tela anomenada daca, la qual també s'utilitza per un tipus de brusa, la dhaka-ko-cholo. La paraula topi significa 'barret' en nepalès i en maithili. El topi també és utilitzat per molts terai i comunitats de l'Himalàia. Els topis es regalen durant les festivitats Dashin, Tihar i Chhath.
El fundador de l'ONG The Art of Living Foundation Sri Sri Ravi Shankar va declarar l'1 de març com el Dia del topi nepalès (nepalès: ढाका टोपी) durant una visita a Pokhara.

## Història

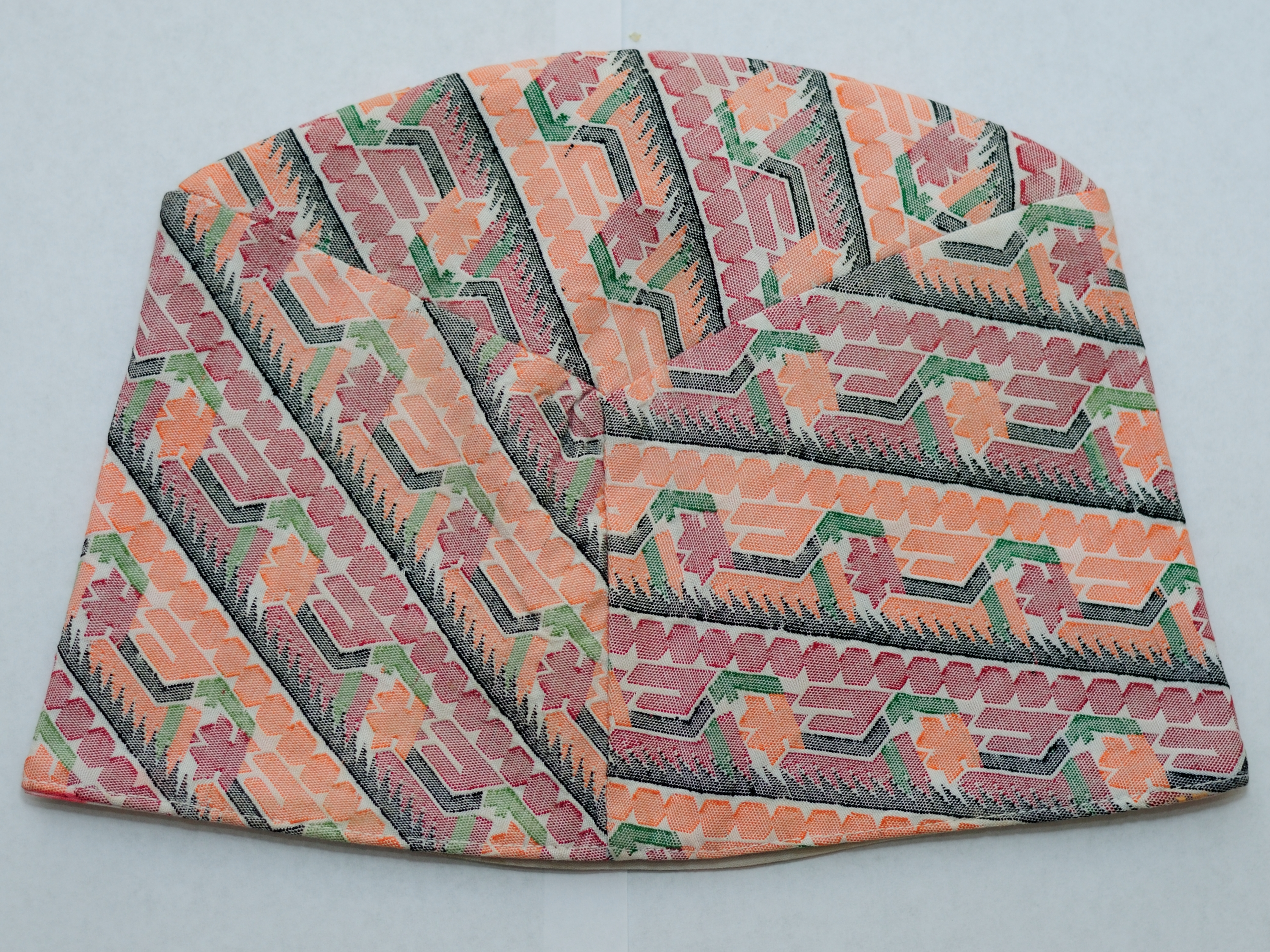
Un típic topi nepalès

El topi de Daca es denominat així perquè el disseny de la impressió és un patró i disseny tradicional d'una tela original de Daca, ciutat capital de Bangladesh, de la qual es van importar les teles cap al Nepal per fabricar un dels estils del topi. Avui en dia, és estrany que algú porti un topi amb tela de Daca original, pel seu elevat preu.

## Fabricació
Generalment els topis són fabricats a Palpa i a la regió oriental de Nepal, principal a Bhojpur. Estan fets en telers manuals que es troben en cases nepaleses.

## TopiBhaad-gaaule

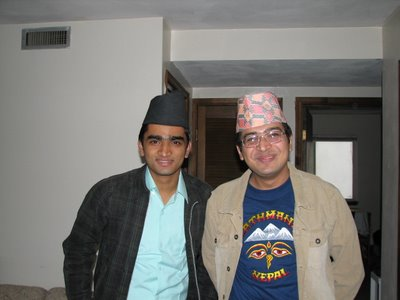
Dos homes nepalesos, un portant un topi Bhaad-gaaule i l'altre un topi de Daca

El topi Bhaad-gaaule (nepalés: भाद्गाउले टोपी) és un tipus de topi de color negre o fosc, popular al poble Newa, part de la seva indumentària tradicional, i fabricat a les ciutats de Bhaktapur i Bhadgaon. Fa molts anys, durant la era Panchayat i inclús abans, el topi produït a Bhaktapur era una peça de roba important pels homes de Kathmandú. Inclús era obligatori portar-lo per entrar a oficines o sales del govern, com el Singha Durbar.